# Kolossi
Kolossi (Grieks: Κολόσσι) is een dorp in het district Limasol in het zuiden van Cyprus. Kolossi ligt deels in het Brits overzees gebiedsdeel Akrotiri. De stad Limasol ligt 5 kilometer naar het oosten.

## Sport
In het dorp staat de Limasol Arena, waar de voetbalclubs Apollon Limasol, AEL Limasol en Aris Limasol hun thuiswedstrijden spelen.

## Galerij

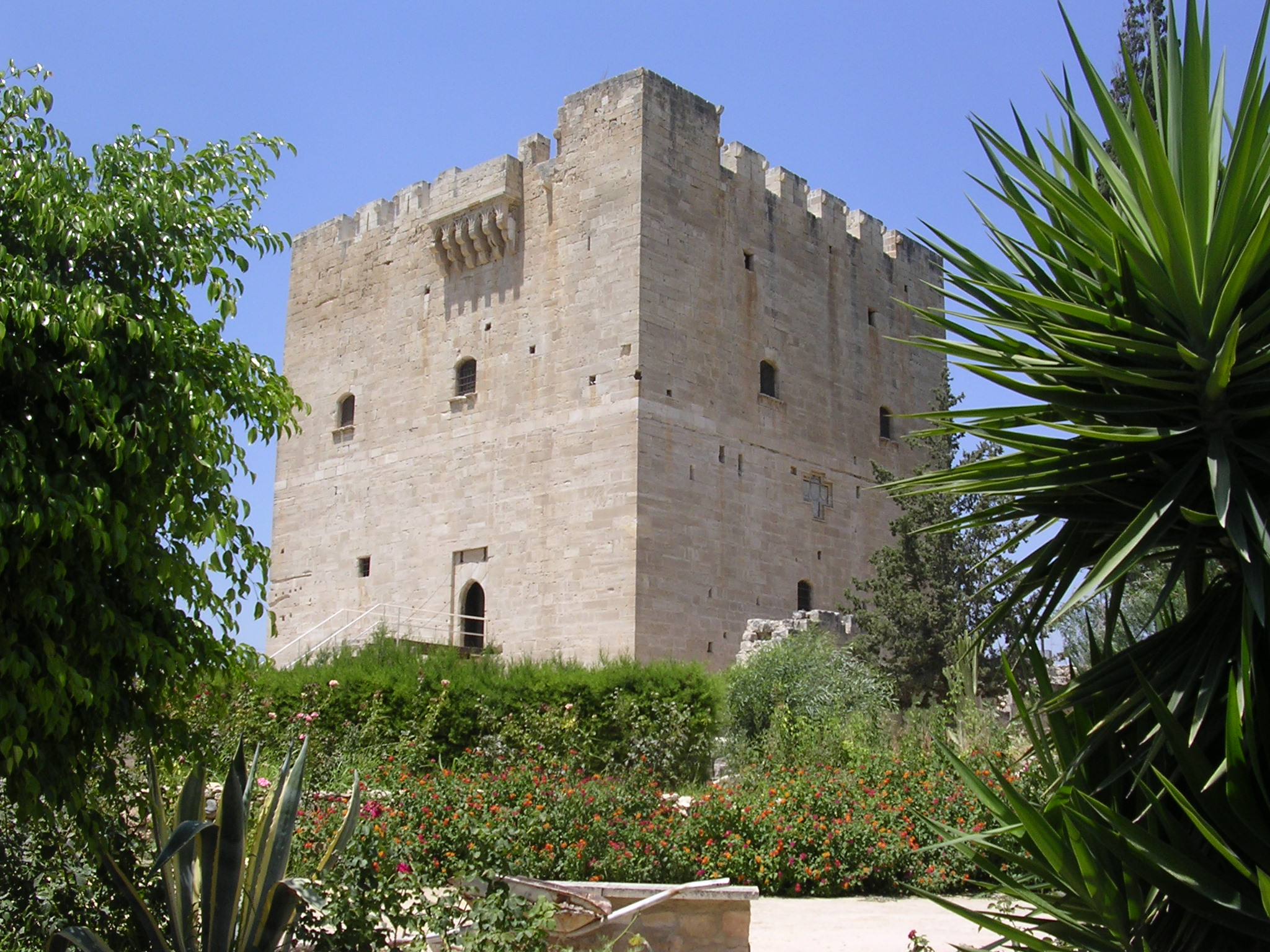
Kasteel Kolossi
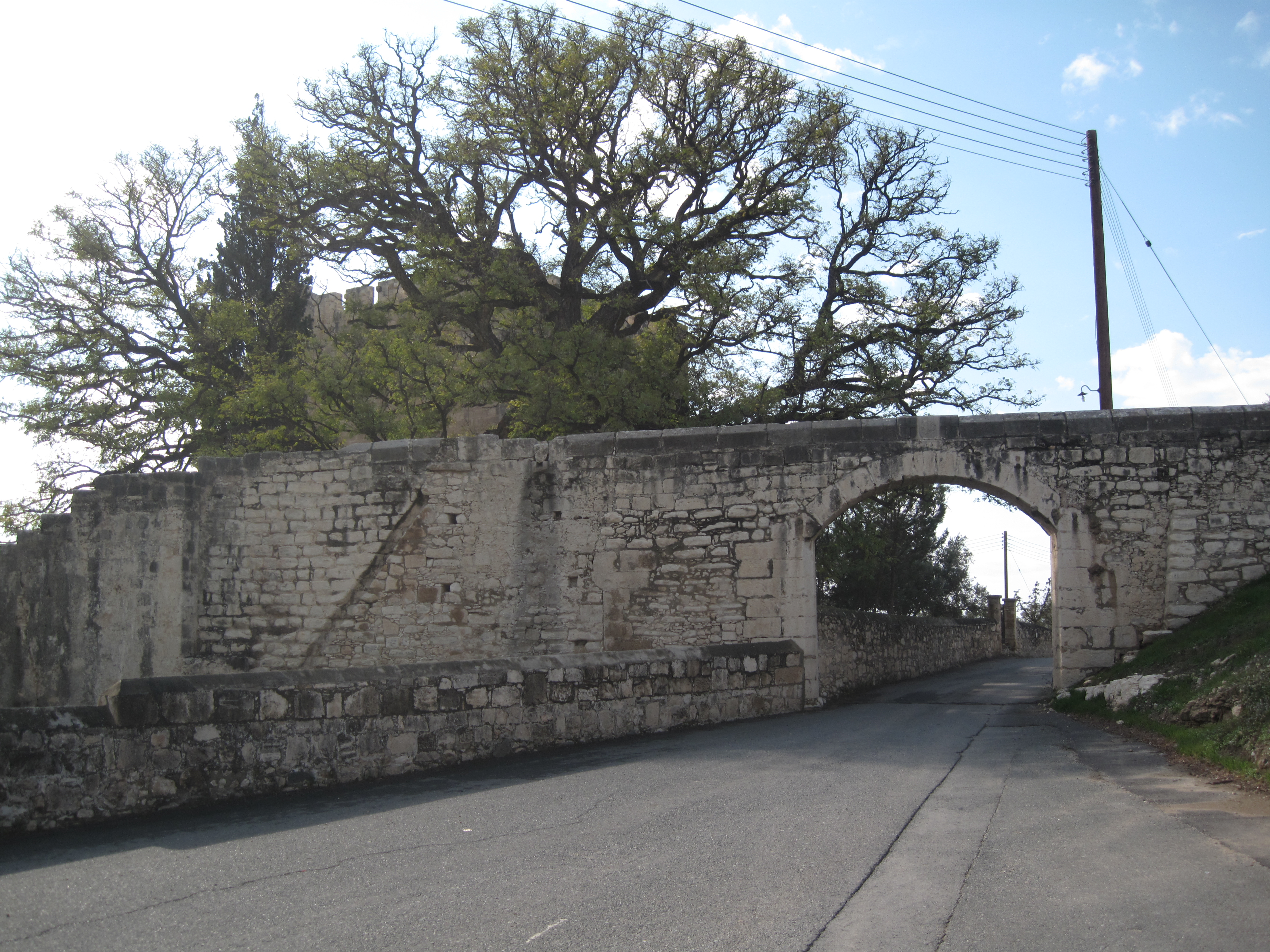
Kolossiaquaduct